# ذكاء ميكروبي
الذكاء الميكروبي (بالإنجليزية: Microbial intelligence)‏ ذكاء تظهره الكائنات الدقيقة. يتضمن المفهوم السلوك التكيفي المعقد الذي تظهره الخلايا مفردة أو السلوك التعاوني بين مجاميع خلايا متشابهة أو متباينة. والذي يتوسطه إشارات كيميائية تحث تغييرات فسيولجية أو سلوكية في الخلايا وتؤثر في تركيب المستعمرات.
تظهر خلايا البروتوزوا والطحالب وهي خلايا معقدة قدرات ملحوظة على تنظيم نفسها عند تغيير الظروف.
تبدو البكتريا سلوك بدائي في حالة الخلايا الوحيدة ولكنها تظهر سلوك معقد عند وجودها في مجموعات. هذه السلوكيات تظهر في حالة المجاميع المحتوية نوع واحد أو الخليطة. أمثلة: البكتريا اللزجة وإدراك النصاب والأفلام الحيوية.